# Kosztolányi Mór
Kosztolányi Mór (Nemeskosztolány, 1806. november 27. – Nemeskosztolány, 1884. május 17.) az 1848–49-es szabadságharc honvéd ezredese.

## Élete
Katonai tanulmányait a korneuburgi utásziskolában végezte. 1824-ben lépett be a császári sereg 33. gyalogezredébe, 1848-ban már alszázadosi rangban szolgált ugyanitt. Június közepétől az 1. honvédzászlóalj parancsnoka, őrnagyi rangban. Nemzetőrei élén részt vett a horvátok elleni harcokban. Október 30-án alezredessé léptették elő, és egyben dandárparancsnok is lett a feldunai hadtestnél. 1848 késő őszén az ő dandárja a legaktívabb a főseregben. Többek között a dévényújfalui és a magyarfalui híd lerombolásával tűnt ki. Decemberben csapataival Komáromba vonult. 1849. január 28-án már ezredes, és a komáromi helyőrség parancsnoka. Több kitörést végzett vegyes eredménnyel. 1849 nyarán a komáromi összeállított hadosztály parancsnokaként a Csallóközben harcolt, kevés hadászati sikerrel. 1849-ben rajta ütött a Tatán állomásozó császári helyőrségen, és megszerezte a Komárom alatt elhelyezkedő sereg fontos információit. Ezen információk segítségével augusztus 3-án a várőrség sikeresen kitört és felszámolták az ostromgyűrűt. 1849. augusztus 8-án a sikeres kitörés után Klapka a katonai érdemrend 3. osztályával tüntette ki. Komárom védőivel együtt amnesztiában részesült és a szabadságharc után visszavonultan élt.